# Daajing Giids
Daajing Giids è un centro abitato del Canada, situato sull'Isola di Graham appartenente all'arcipelago delle Haida Gwaii. Amministrativamente è una municipalità del Canada, dipendente dal distretto regionale di Skeena-Queen Charlotte della Columbia Britannica.

## Storia
L'insediamento venne fondato dai coloni europei nel 1908 con il nome di "Queen Charlotte" in un sito chiamato  "Daajing Giids" dal popolo Haida. Nel luglio del 2022 il governo provinciale ha disposto il ripristino del toponimo indigeno.